# Cyprys Gowena
Cyprys Gowena (Cupressus goveniana Gordon) gatunek drzewa z rodziny cyprysowatych (Cupressaceae). Pochodzi z Ameryki Północnej, gdzie występuje na kilku stanowiskach wyłącznie w stanie Kalifornia.

## Morfologia

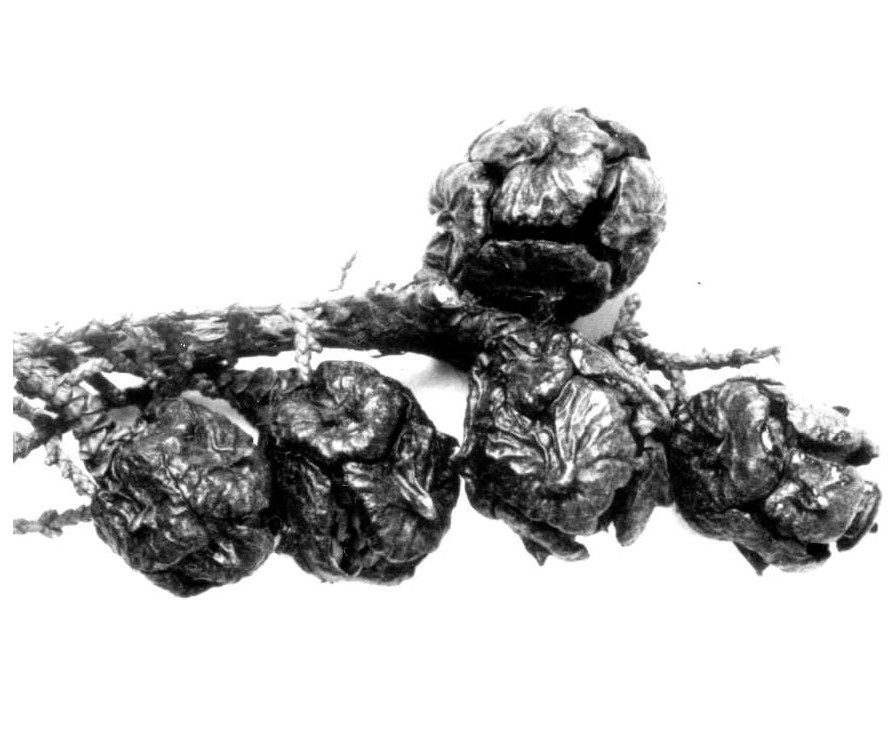
Szyszki

PokrójKrzew lub małe drzewo dorastające 20 m wysokości, o kolumnowej szerokiej koronie.
KoraCzerwonobrązowa, o jasnym odcieniu, pokryta delikatnymi bruzdami, dzielącymi jej powierzchnię na długie włókniste płaty.
LiścieŁuskowate, barwy ciemnozielonej, ostro zakończone. Ułożone w czterech płaskich rzędach, wzdłuż długich, giętkich pędów.
SzyszkiOwalnego kształtu, dorastające 2 cm długości. Składają się z 6-8 łusek.
NasionaCiemnobrązowe do niemal całkowicie czarnych 3-5 mm długości.

## Biologia i ekologia
Roślina jednopienna, wiatropylna z kwiatami rozdzielnopłciowymi. Rośnie na jałowych glebach w przybrzeżnych lasach sosnowych na wysokości 60 - 800 m n.p.m. W korzystnych warunkach potrafi osiągnąć 50 m wysokości. Żyje krótko, dożywa około 50 lat. Liczba chromosomów 2n=22.

## Nazewnictwo
Drugi człon nazwy łacińskiej - goveniana, odnosi się do sławnego brytyjskiego hodowcy różaneczników Jamesa Govena, na którego cześć nazwano tę roślinę.

## Zagrożenia i ochrona
Gatunek wpisany do Czerwonej księgi gatunków zagrożonych w kategorii Vulnerable (VU) - narażony.